# Circaeasteraceae
Circaeasteraceae je čeleď vyšších dvouděložných rostlin z řádu pryskyřníkotvaré (Ranunculales). Zahrnuje pouze 2 druhy bylin ve 2 rodech, rozšířené v Číně a Himálaji.

## Popis
Zástupci čeledi Circaeasteraceae jsou nevelké jednoleté nebo vytrvalé byliny s přízemní růžicí listů. Listy jednoduché se zubatou čepelí nebo dlanitě složené, s vidličnatou žilnatinou, bez palistů. Květy jsou nenápadné, oboupohlavné, jednotlivé a vrcholové nebo v úžlabních svazečcích. Kalich je složený ze 2 až 7 plátků. Koruna chybí. Tyčinky jsou buď 1 až 2 nebo větší počet a část je pak sterilní. Gyneceum je svrchní apokarpní, tvořené 1 až 9 samostatnými pestíčky obsahujícími po 1 vajíčku. Čnělka je šídlovitá nebo chybí a blizny jsou přisedlé. Plodem je nažka.

## Rozšíření
Čeleď obsahuje jen 2 zástupce, rozšířené v Asii. Circaeaster agrestis je jednoletá bylina, pocházející z oblasti od sz. Himálaje po severozápadní Čínu. Roste v podrostu horských lesů a na vlhkých travnatých stanovištích v nadmořských výškách od 2100 do 5000 metrů.
Kingdonia uniflora je vytrvalá rostlina, rostoucí ve střední a středojižní Číně v podrostu horských lesů v nadmořských výškách od 2700 do 3900 metrů.

## Taxonomie
Oba rody byly v některých taxonomických systémech oddělovány do samostatných čeledí.
Rod Kingdonia byl dříve řazen do čeledi pryskyřníkovité (Ranunculaceae).
Podle výsledků Angiosperm Phylogeny Group je nejblíže příbuznou skupinou čeleď Lardizabalaceae.

## Zástupci
- Circaeaster agrestis
- Kingdonia uniflora